# Vera Hacken
Vera Hacken (în idiș ‏װעראַ האַקען‏‎; n. 18 mai 1912, Lipcani, gubernia Basarabia, Imperiul Rus – d. 2 noiembrie 1988, Cliffside Park⁠(d), New Jersey, SUA) a fost o evreică basarabeană, scriitoare, traducătoare și memorialistă română și americană.

## Biografie
S-a născut în târgul Lipcani (acum oraș din raionul Briceni, Republica Moldova) din ținutul Hotin, gubernia Basarabia a Imperiului Rus, în familia medicului și personajului public Iakov Altman (n. 1887—?) și soției sa Mani (n. 1884—?). A crescut la Odesa. După unirea Basarabiei cu România în 1918, familia s-a întors la Lipcani. La Lipcani, și mai târziu la Cernăuți, profesorul ei a fost fabulistul și dramaturgul Eliezer Steinbarg, despre care a scris memorii în 1969. Înainte de război a locuit la Cernăuți, unde a absolvit un liceu cu predare în ebraică și a lucrat ulterior ca profesoară în școlile evreiești din oraș. A publicat poezie în limba germană și a lucrat ca editor. În anii următori, ea a trecut la idiș, scriind poezii, eseuri și povești în această limbă.
În timpul celui de-al doilea război mondial, a fost evacuată în Alma-Ata, apoi la Tașkent. După război a locuit la Makeevka (unde s-a născut fiul ei Gheorghi), apoi din nou la Cernăuți, de unde s-a repatriat în România, participând deja în 1945 în spectacole de teatru la București. Din România a emigrat în Germania în 1947, locuind la München câțiva ani (1947-1951), până când a emigrat cu familia în Statele Unite în 1951. A lucrat ca regizor la teatrul evreiesc Folksbine din New York. În anii 1970 și 1980, a colaborat cu revista new york-eză Tsukunft („Viitorul”), unde au fost publicate majoritatea lucrărilor sale. De asemenea, a publicat în revista Afn Shvel („Pe prag”) și în periodice israeliene în idiș. Poeziile au fost publicate în antologia Dine Roitkop (Tel Aviv, 1978) și în colecția Der Meteor (Tel Aviv, 1980).
În anii 1980, a publicat o serie de cărți cu traducerile sale academice ale unor opere clasice ale literaturii evreiești în limba germană, intitulate Die Bücher der goldenen Pawe („Cărțile Pawei de Aur”), cu propriul comentariu și introducere (6 volume); unele dintre traduceri au fost făcute de ea împreună cu soțul ei, psihiatrul și compozitorul Emmanuel Hacken (1909-2000).
O colecție de lucrări selectate a fost publicată postum, incluzând povestea „Stația Grafskaia” (1971) și altele, precum și o selecție de poezii și o dramă în 3 acte, numită „Stafide cu migdale”. De asemenea, o carte a poeziilor sale timpurii din perioada vieții la Cernăuți în limba germană (2008) și o traducere în germană a memoriilor lui Eliezer Steinbarg (2014), au fost publicate postum.